# 하데라

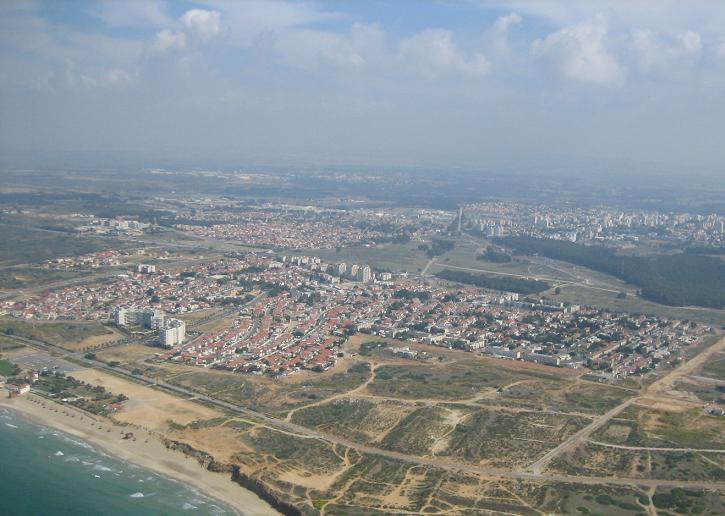
하데라 시가지

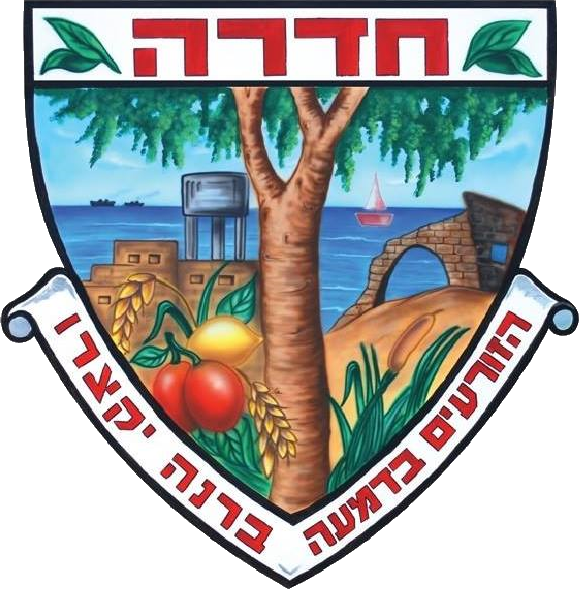
시 문장

하데라(히브리어: חֲדֵרָה, Ḥadera, 아랍어: الخضيرة, Al-Ḫuḍayraḧ 알후다이라[*])는 이스라엘 하이파 구에 위치한 도시로, 면적은 53km2, 인구는 80,200명(2009년 기준)이다. 텔아비브, 하이파에서 약 45km 정도 떨어진 곳에 위치하며 지중해 연안 평야 지대와는 약 7km 정도 떨어져 있다. 1990년 이후부터 소비에트 연방과 에티오피아에서 온 유대인들이 많이 이주하면서 인구가 크게 증가했다.
1891년 라트비아와 리투아니아에서 온 시오니스트 세력이 농업 단지를 조성하면서 신설되었으며 1948년 당시에는 인구가 11,800명에 달했다. 1952년 시로 승격되었으며 도시 이름은 "녹색"을 뜻하는 아랍어 "하드라"에서 유래된 이름이다.

## 자매 도시
- 미국 노스캐롤라이나주 샬럿
- 네덜란드 흐로닝언주 하런
- 독일 뉘른베르크
- 미국 미네소타주 세인트폴
- 미국 플로리다주 잭슨빌
- 중화인민공화국 르자오 시
- 러시아 데르벤트

## 사진

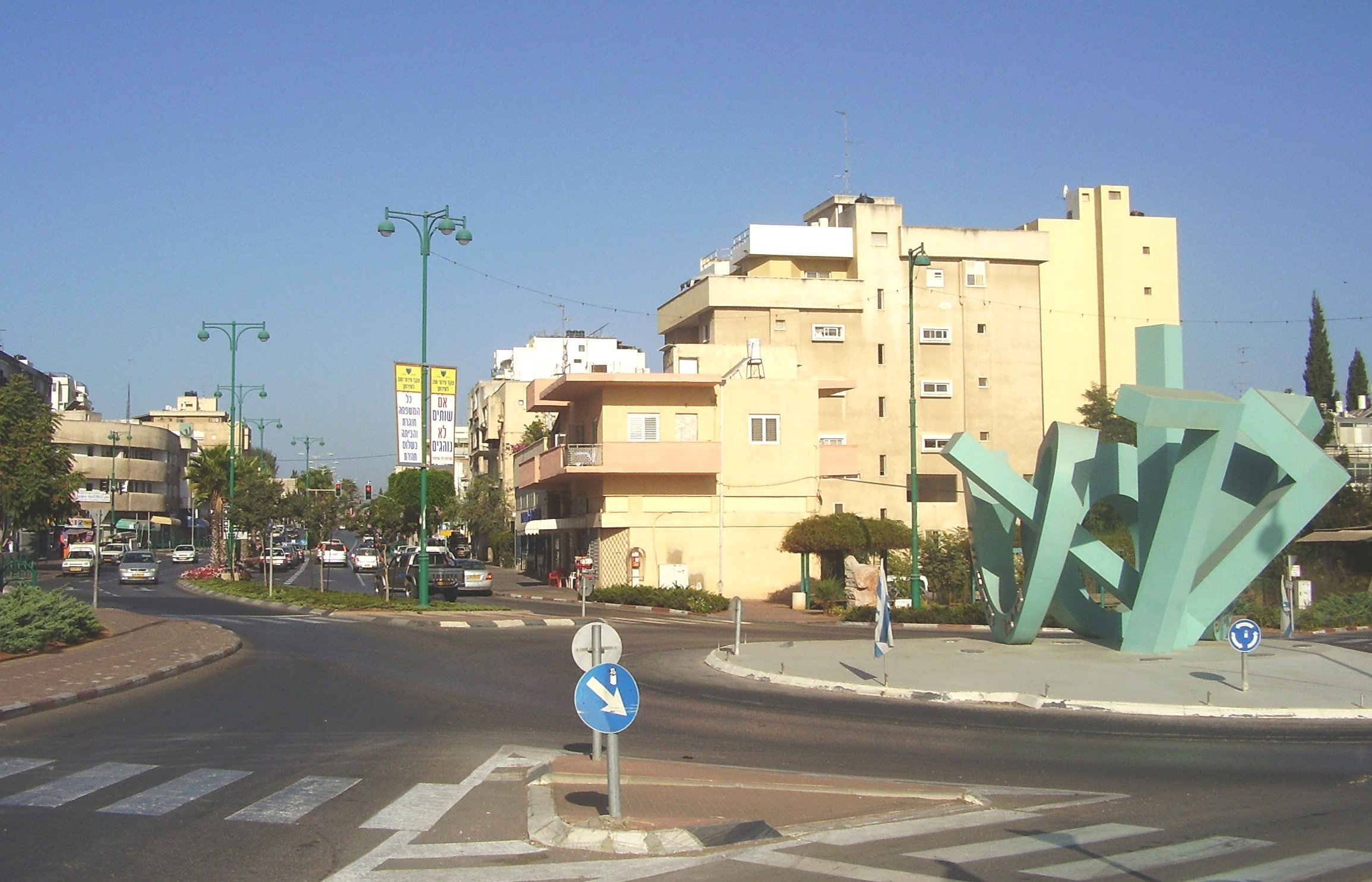
하티샤 순환도로와 하나시 바이츠만 거리

## 같이 보기
- 해수담수화